# Town 'n' Country
Town 'n' Country és una concentració de població designada pel cens dels Estats Units a l'estat de Florida. Segons el cens del 2000 tenia 72.523 habitants.

## Demografia
Segons el cens del 2000, Town 'n' Country tenia 72.523 habitants, 28.870 habitatges, i 18.707 famílies. La densitat de població era de 1.183 habitants/km².
Dels 28.870 habitatges en un 30,6% hi vivien nens de menys de 18 anys, en un 48% hi vivien parelles casades, en un 12,4% dones solteres, i en un 35,2% no eren unitats familiars. En el 26,4% dels habitatges hi vivien persones soles el 6,5% de les quals corresponia a persones de 65 anys o més que vivien soles. El nombre mitjà de persones vivint en cada habitatge era de 2,5 i el nombre mitjà de persones que vivien en cada família era de 3,06.
Per edats la població es repartia de la següent manera: un 24% tenia menys de 18 anys, un 8,7% entre 18 i 24, un 34,7% entre 25 i 44, un 22,5% de 45 a 60 i un 10,2% 65 anys o més.
L'edat mediana era de 35 anys. Per cada 100 dones de 18 o més anys hi havia 91,9 homes.
La renda mediana per habitatge era de 42.415 $ i la renda mediana per família de 49.054 $. Els homes tenien una renda mediana de 32.489 $ mentre que les dones 26.946 $. La renda per capita de la població era de 21.346 $. Entorn del 6,2% de les famílies i el 8,6% de la població estaven per davall del llindar de pobresa.

## Poblacions més properes
El següent diagrama mostra les poblacions més properes.